# Yeğen Hacı Mehmed Pascià
Yeğen Hacı Mehmed Pascià (in turco ottomano: حاجی یگن سیِّد مُحمَّد پاشا) (Alanya, 1726 – Costanza, 6 dicembre 1787) è stato un politico e militare ottomano.
Fu un giannizzero che, dopo una lunga carriera con numerosi incarichi, divenne gran visir all'età di 56 anni il 25 agosto 1782. Con questo incarico, fece quasi niente, poiché fu licenziato dopo 4 mesi, il 31 dicembre 1782. Era Serraschiere a Costanza quando morì il 6 dicembre 1787.